# Richard Cyert
Richard Cyert (Winona, Minnesota, 22 de juliol de 1921 - 7 d'octubre de 1998) fou un economista i estadístic nord-americà. Es crià a Minneapolis i es graduà a la Universitat de Minnesota el 1943, quan va servir a la marina dels EUA. Durant el servei militar es va graduir en economia a la Universitat de Colúmbia, on també s'especialitzà en estadística. Donà classes a la Universitat de Nova York, fins que es fou nomenat professor d'estadística en la comptabilitat i auditoria en l'Institut Carnegie de Tecnologia de Pittsburgh el 1948.
Donà classes d'economia, estadística, i administració industrial durant 14 anys, i després fou nomenat degà de l'Escola de Llicenciats d'Administració Industrial. El 1972 es convertia en el sisè president de la universitat. Durant la seva presidència, transformà Carnegie Mellon transformant-lo d'una escola tècnica de províncies a una de les principals universitats nord-americanes.
Com a economista, afirmà amb James G. March que les organitzacions empresarials com a tals no tenen pas objectius, només els tenen les persones. Els objectius de cada persona o grup de persones dins l'organització (que generalment es divideixen entre propietaris, treballadors i directius) s'estableix després de negociacions entre aquests grups entre si i la mateixa organització. Aquest punt de vista fou criticat per Igor Ansoff, qui pensava que les empreses i els grups humans tenien objectius diferents.

## Obres
- Management Decision Making (1971) amb Lawrence A. Welsch
- The American Economy, 1960-2000 (1983)
- Technology and Employment (1987)
- Behavioral Theory of the Firm (1992) amb James B. March
- Computational Organization Theory (1994) amb Kathleen M. Carley i Michael J. Prietula